# Friedrich von und zu Liechtenstein

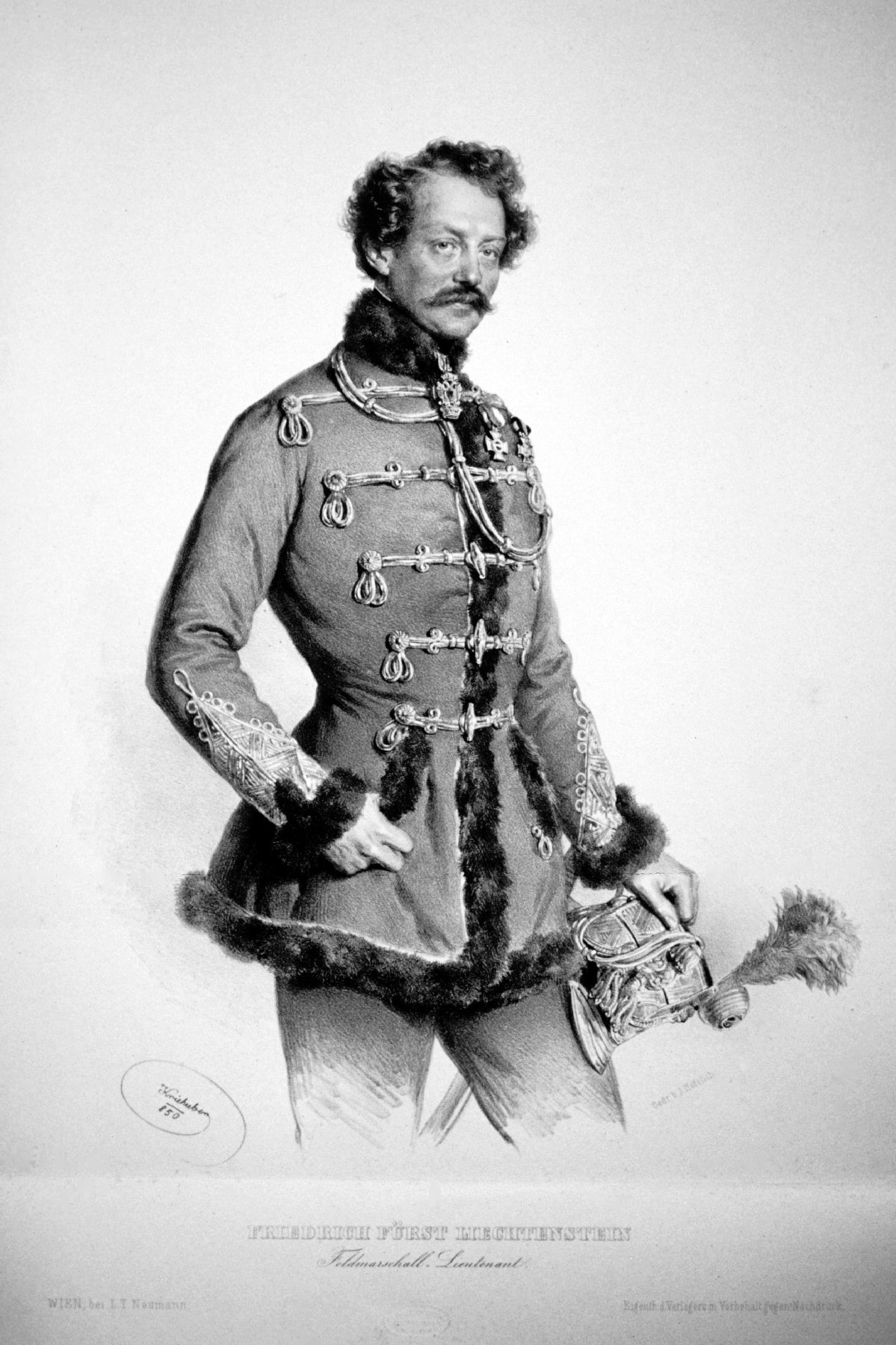
Friedrich von und zu Liechtenstein

Friedrich Adalbert Prinz von und zu Liechtenstein (* 21. September 1807 in Wien; † 1. Mai 1885 ebenda) war ein österreichischer General der Kavallerie.

## Herkunft
Prinz Friedrich war ein Sohn des Fürsten Johann I. Josef von Liechtenstein (1760–1836) und der Fürstin Josefa zu Fürstenberg-Weitra (1776–1848). Bruder des General Franz von und zu Liechtenstein (1802–1887) und des Fürsten Alois II. von und zu Liechtenstein (1796–1858). Onkel des Fürsten Johann II. von und zu Liechtenstein (1840–1929).

## Leben

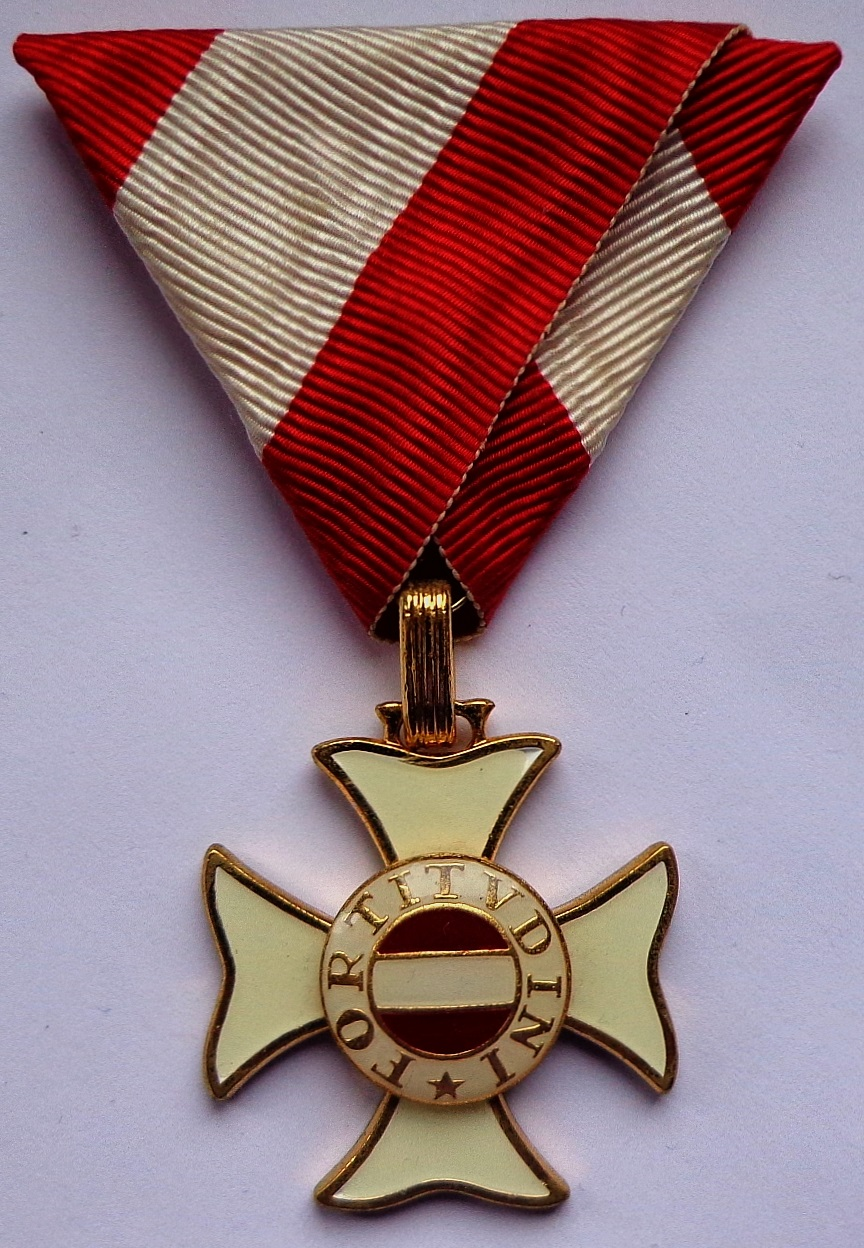
Ritterkreuz des Militär-Maria-Theresien-Ordens

Prinz Friedrich von und zu Liechtenstein trat 1827 als Leutnant in das österreichische Ulanen-Regiment Nr. 2 ein und rückte noch im selben Jahre zum Oberleutnant im Ulanen-Regiment Nr. 6. Am 18. Januar 1848 zum Generalmajor befördert, machte Liechtenstein den Feldzug dieses Jahres als Brigadier in Italien unter Radetzky mit, wobei er sich in den Schlachten von Santa Lucia (6. Mai), Montanara (29. Mai) und Volta (26. und 27. Juli) besonders hervortat und dafür mit dem Ritterkreuz des Militär-Maria-Theresien-Ordens ausgezeichnet wurde.
1849 erschien er als Divisionär beim Korps Schlick auf dem ungarischen Kriegsschauplatz und wurde am 20. Juni 1849 zum Feldmarschallleutnant befördert. Von 1850 bis 1853 war er wieder Divisionär in Italien und ab 1853 Kommandierender General des VI. Armeekorps in Kaschau.
In den Jahren 1858 bis 1860 war er der Kommandant der XII. Armeekorps und Gouverneur von Siebenbürgen. Zwischen 1854 und 1861 war er Inhaber des Ulanen-Regiments Nr. 3, von 1861 bis 1885 Inhaber des Husaren-Regiments Nr. 13.
Am 14. Mai 1861 wurde er zum General der Kavallerie befördert und fungierte bis 1865 als Gouverneur im Banat und Syrmien. Zu Beginn des Krieges von 1866 war Prinz Friedrich als Befehlshaber des V. Armeekorps der Südarmee unter Erzherzog Albrecht in Italien vorgesehen. Er musste aber noch vor Beginn der Kampfhandlungen das Kommando im Feld aufgrund einer Krankheit an FML Rodich abgeben. Von 1866 bis 1869 war er Kommandierender General in Ungarn. Am 3. Juli 1869 wurde er aus der Armee verabschiedet, ab 1872 wurde er Mitglied des Herrenhauses.

## Grabstätte

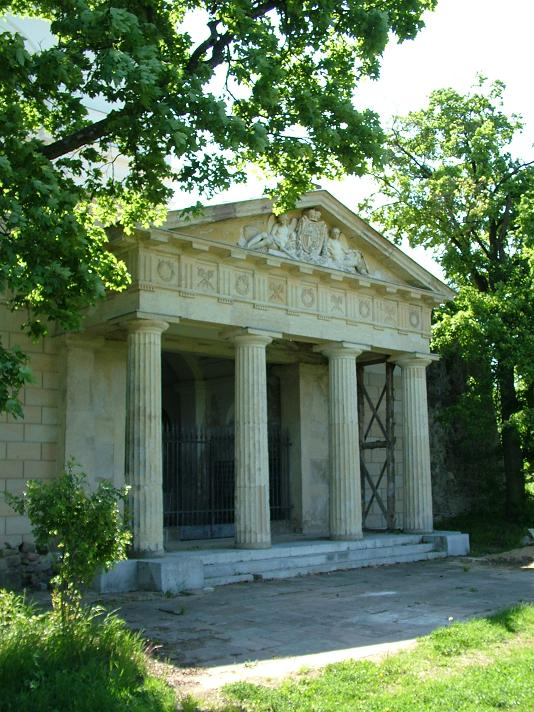
Liechtenstein-Gruft in Wranau

Nach seinem Tod wurde Prinz Friedrich mit militärischen Ehren am 4. Mai 1885 vom Liechtenstein-Palais in die Michaelerkirche zur Einsegnung gebracht und später nach Wranau überführt. Prinz Friedrich wurden in der von ihm erbauten Neuen Gruft der liechtensteinischen Familiengruft in Wranau, nördlich von Brünn, beigesetzt.

## Ehe
Prinz Friedrich heiratete im Jahre 1848 die k.u.k. Kammersängerin Sophie Löwe (* 24. März 1815; † 29. November 1866), als Tochter des Schauspielers Ferdinand Löwe (1787–1832). Die Ehe blieb kinderlos.